# نادين بلاكلوك
نادين بلاكلوك (بالإنجليزية: Nadine Blacklock)‏ هي مصورة أمريكية، ولدت في 1953، وتوفيت في 1998.